# مالكوم دونيلي
مالكوم دونيلي (بالإنجليزية: Malcolm Donnelly)‏ هو مغني ومغني أوبرا أسترالي، ولد في 8 فبراير 1943.

## وصلات خارجية
- مالكوم دونيلي على موقع IMDb (الإنجليزية)
- مالكوم دونيلي على موقع ميوزك برينز (الإنجليزية)